# 캐나다의 헌법
캐나다의 헌법(영어: Constitution of Canada, 프랑스어: Constitution du Canada)은 캐나다 최상위 법률체계로서 성문법이자 관습적 요소가 동시에 존재한다. 마그나 카르타에 연원이 있다고 볼 수 있으며 현재까지도 효력이 있는 헌법으로는 세계에서 가장 오랜 헌법 중 하나다. 헌법은 캐나다의 정부 체계와 시민권 등을 담고 있다.

## 캐나다 헌법사
캐나다 헌법의 첫 뿌리는 1763년 왕령으로 거슬러 올라간다. 이때의 칙령은 전 프랑스 식민지인 뉴프랑스를 퀘벡주로 명명하고 현재 퀘벡 부분의 2/3 정도를 포함했다. 식민정부가 지정하여 퀘벡의 헌법으로 사실상 1774년까지 유지됐다. 1774년에 영국 의회는 퀘벡법(Quebec Act)을 통과시켜서 퀘벡 주의 경계를 오하이오 강과 미시시피 강까지 넓혔고, 이는 미국 독립선언에 명시된 불만사항 중 하나였다. 자연히 퀘벡법은 프랑스 식민청의 죄가 밝혀지기 전까지 범죄자 취급을 하지 않도록 범죄자 처우 문제를 영국식 법령으로 바꾸었으나 일반 시민에 대한 법률 적용은 프랑스의 것을 그대로 하였다.

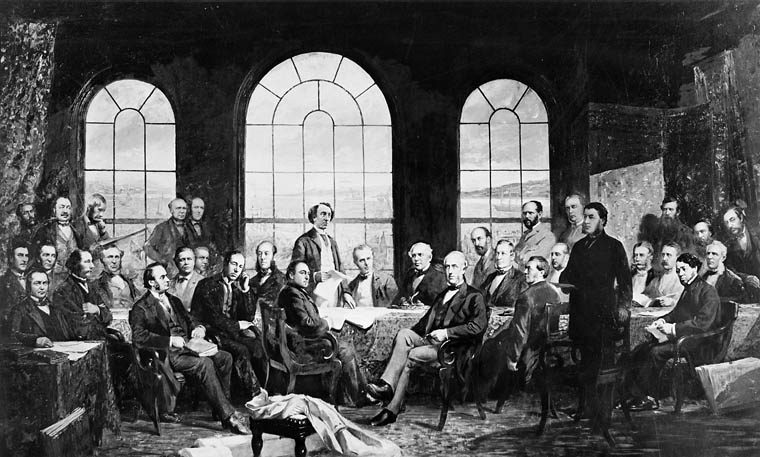

1783년 파리조약으로 미국 독립 전쟁이 끝나고 영국 왕당파는 퀘벡과 노바 스코샤 주로 피난오게 됐다. 1784년 이 두 개의 지방은 다시 여러 지역으로 분할된다. 1837-38년 여러 분란이 일어났지만 1840년부터 캐나다 자치정부가 출범했다. 이는 영국령 북아메리카 법(British North America Act)에 따라 바뀌면서 영국령 캐나다 자치연방이 생겨나는 기초가 된다.
1867년 7월 1일 캐나다 자치 연방으로 4개의 주가 있었으며 상부 캐나다(Upper Canada)인 현재의 온타리오주, 퀘벡 주에 해당하는 하부 캐나다(Lower Canada), 노바 스코샤 주, 뉴브런즈윅주가 포함됐다. 노스웨스트 준주가 허드슨베이 사로부터  1870년 넘어왔고 매니토바주가 캐나다 의회가 만든 최초의 주가 됐다. 브리티시컬럼비아주는 1871년에, 프린스에드워드아일랜드주(1873년), 유콘 준주는 1898년에 의회가 설정했다. 앨버타주와 서스캐처원주는 1905년에 생겨났고 아메리카 대륙에서 영국의 가장 오래된 식민지인 뉴펀들랜드는 뉴펀들랜드 래브라도주(1949년), 누나부트 준주가 1999년 생겨났다.
1926년 대영제국회의에서 여러 자치체의 대표들이 모였고 웨스트민스터 조례(Statute of Westminster)가 1931년 발효됨에 따라 캐나다는 그 지위가 대영제국에서 영연방 소속으로 바뀌었고 모든 지자체는 영국령이 아닌 동등한 지위체임을 인정받았다.
동등한 지위체로서 인정 받았지만 캐나다의 사실상 헌법인 영국령 북아메리카 법의 개정은 영국 의회가 관할했으므로 캐나다 연방 정부는 이에 대한 접근성을 지속적으로 요구했다. 1982년 영국과 캐나다 의회가 1982년 캐나다법을 처리함에 따라 헌법 개정 권한이 캐나다로 이관됐다. 이는 영국이 캐나다에 대한 사법적 권한도 넘기면서 사실상 사법 주권이 캐나다 자체로 넘어왔음을 의미했으며 엘리자베스 2세 여왕이 서명함에 따라 1982년 4울 17일 정식 발효됐다. 캐나다 권리 자유 헌장(Canadian Charter of Rights and Freedoms)은 시민권과 의무를 명시하였고 개인권과 집합적 권리를 보장하게 됐다.
자유헌장이 도입되면서 캐나다 관습법의 지형에 많은 변화가 일어났다. 마그나카르타가 헌법적 지위를 갖고 있었고 법적 논쟁에 있어 대입되곤 했지만 1982년 이후로는 변호사들이 다른 추상적인 근거보다 법률 자체를 인용할 수 있게 됨에 따라 법적 논쟁을 해결하는 것이 더욱 수월해졌다. 이전에는 전해져온 구전적 관습법, 관습률에 의존하고 영국과 캐나다 의회의 승인이 필요했다. 심지어는 입양권리에 대해서도 논쟁이 있어 법률 적용에 장애물이 있었다.

## 같이 보기
- 입헌주의